# Ballon d'or africain
Pour les articles homonymes, voir Ballon d'or (homonymie).
Ne doit pas être confondu avec Joueur africain de l'année ou Footballeur africain de l'année (BBC).
Le Ballon d'or africain  est une récompense décernée annuellement à partir de 1970 et jusqu'en 1994 par le magazine France Football au meilleur footballeur du continent africain.
Le trophée est attribué chaque fin d'année civile par le vote d'un collège africain avec un vote par pays. Le dernier Ballon d'or africain France Football est décerné en 1994.
Le réalisateur guinéen Cheik Doukouré en s'inspirant de la vie de Salif Keïta, premier ballon d'or, a réalisé le film « Le Ballon d'or » en 1994.
Depuis 1992, la Confédération africaine de football (CAF) organise un prix similaire, celui de Joueur africain de l'année.

## Palmarès

### Palmarès par édition

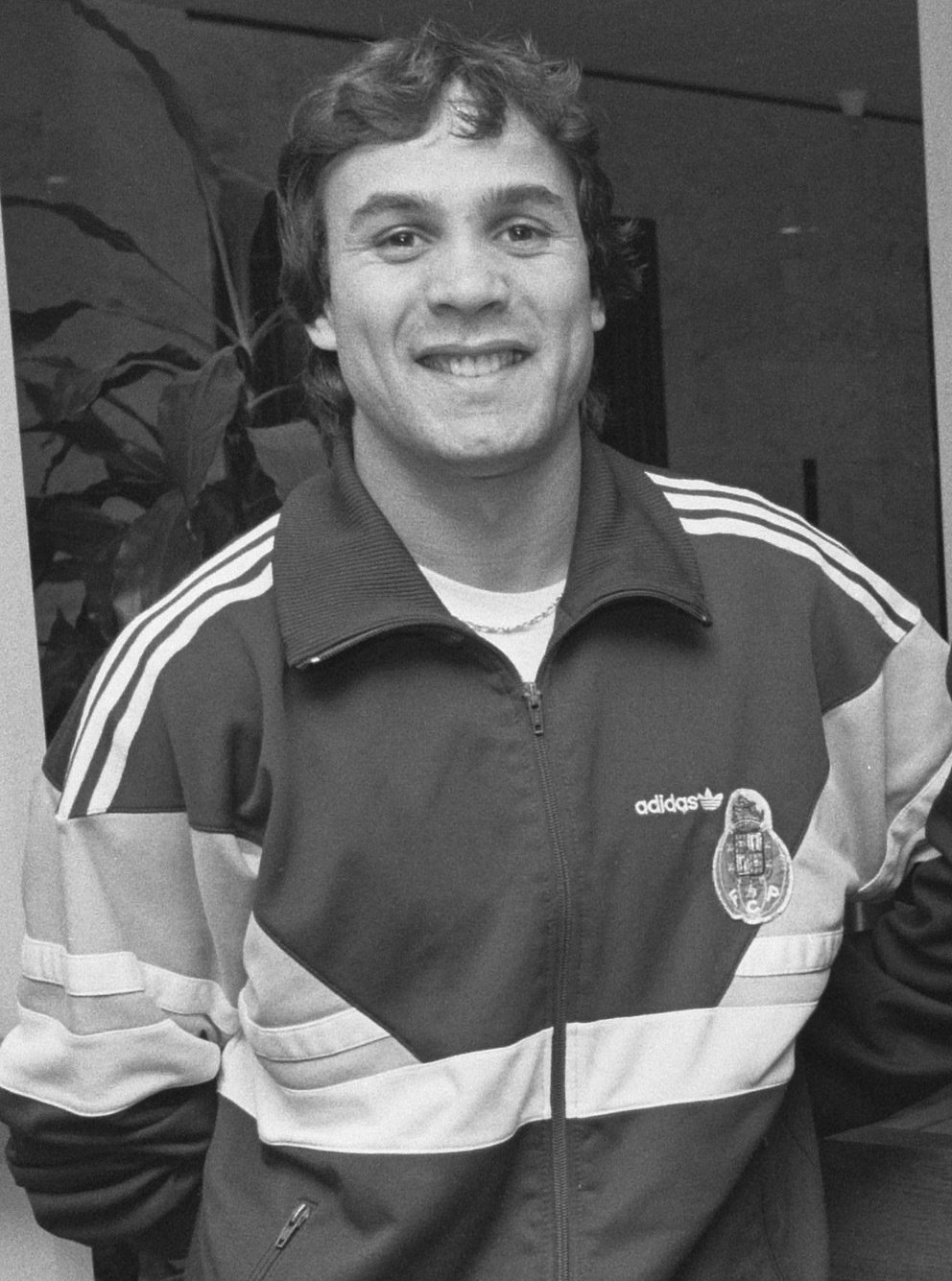
Rabah Madjer, vainqueur en 1987.

| Année | Vainqueur          | Nationalité  | Club                                  |
| ----- | ------------------ | ------------ | ------------------------------------- |
| 1970  | Salif Keïta        | Mali         | AS Saint-Étienne                      |
| 1971  | Ibrahim Sunday     | Ghana        | Asante Kotoko                         |
| 1972  | Cherif Souleymane  | Guinée       | Hafia Conakry                         |
| 1973  | Tshimen Bwanga     | Zaïre        | TP Mazembe                            |
| 1974  | Paul Moukila       | Congo        | CARA Brazzaville                      |
| 1975  | Ahmed Faras        | Maroc        | Chabab Mohammédia                     |
| 1976  | Roger Milla        | Cameroun     | Tonnerre Yaoundé                      |
| 1977  | Tarak Dhiab        | Tunisie      | Espérance Tunis                       |
| 1978  | Karim Abdul Razak  | Ghana (2)    | Asante Kotoko (2)                     |
| 1979  | Thomas Nkono       | Cameroun (2) | Canon Yaoundé                         |
| 1980  | Jean Manga Onguene | Cameroun (3) | Canon Yaoundé (2)                     |
| 1981  | Lakhdar Belloumi   | Algérie      | GCR Mascara                           |
| 1982  | Thomas Nkono (2)   | Cameroun (4) | Canon Yaoundé (3)/ Espanyol Barcelone |
| 1983  | Mahmoud Al-Khatib  | Égypte       | Al Ahly SC                            |
| 1984  | Théophile Abega    | Cameroun (5) | Toulouse FC                           |
| 1985  | Mohamed Timoumi    | Maroc (2)    | FAR Rabat                             |
| 1986  | Badou Zaki         | Maroc (3)    | Wydad AC                              |
| 1987  | Rabah Madjer       | Algérie (2)  | FC Porto                              |
| 1988  | Kalusha Bwalya     | Zambie       | Cercle Bruges                         |
| 1989  | George Weah        | Liberia      | AS Monaco                             |
| 1990  | Roger Milla (2)    | Cameroun (6) | JS Saint-Pierroise                    |
| 1991  | Abedi Pelé         | Ghana (3)    | Olympique de Marseille                |
| 1992  | Abedi Pelé (2)     | Ghana (4)    | Olympique de Marseille (2)            |
| 1993  | Abedi Pelé (3)     | Ghana (5)    | Olympique de Marseille (3)            |
| 1994  | George Weah (2)    | Liberia (2)  | Paris Saint-Germain                   |

### Palmarès par joueur
| Rang | Joueur       | Titres |
| ---- | ------------ | ------ |
| 1    | Abedi Pelé   | 3      |
| 2    | Roger Milla  | 2      |
| 2    | Thomas Nkono | 2      |
| 2    | George Weah  | 2      |

### Palmarès par nation
| Rang | Nationalité | Titres |
| ---- | ----------- | ------ |
| 1    | Cameroun    | 6      |
| 2    | Ghana       | 5      |
| 3    | Maroc       | 3      |
| 4    | Algérie     | 2      |
| 4    | Liberia     | 2      |